# Тарло, Пётр Александр
Пётр Александр Тарло (ок. 1580 — 1649) — государственный деятель Речи Посполитой, каштелян люблинский в 1618—1630 годах, воевода люблинский с 1630 года, староста пильзновский.

## Биография
Представитель знатного польского дворянского рода Тарло герба «Топор». Младший сын воеводы люблинского Яна Тарло (ок. 1527—1587) и Агнешки Шафранец (ум. после 1601).
После смерти своего отца (1587) Пётр Александр и его старший брат Ян Амор перешли под опеку их родного деда, каштеляна и воеводы сандомирского Станислава Шафранца (1525/1530 — 1598), владельца замка Песковы Скалы. Первоначальное образование получил в кальвинской школе в Сецымине. В 1605 году Пётр Александр отправился на учёбу в протестантский город Страсбург, где пробыл два года. В 1606 году был включен в список студентов в Женевского университета. После возвращения на родину Пётр Александр Тарло отказался от кальвинизма и перешел в римско-католическую веру (ок. 1615 года). Несмотря на это, он не отказался полностью от связей с диссидентами, в том числе с учителем своих сыновей Анджеем Вишоватым, и послал их на учёбу в Раковскую академию.
В 1613 году Пётр Александр Тарло был избран послом (депутатом) на сейм, в 1618 году получил звание каштеляна люблинского. В 1630 года Пётр Александр Тарло был назначен воеводой люблинским.
После смерти Пётра Александра Тарло титул воеводы люблинского получил его сын Ян Тарло (ум. 1680). Представители рода Тарло занимали должность воеводы Люблинского воеводства с небольшими перерывами до 1744 года.

## Семья
Был дважды женат. До 1612 года первым браком женился на Софии Дзялынской, дочери воеводы хелминского Николая Дзялынского (ок. 1540—1604) и Катаржины Дульской. Дети:
- Николай Тарло (ум. 1632)
- Тарло, Ян Александр (ок. 1615—1680), воевода люблинский (1650) и сандомирский (1665)
- Стефан Тарло
- Владислав Казимир Тарло

Вторично женился на Ядвиге Лянцкоронской (ум. после 1667), дочери старосты малогощского Самуила Лянцкоронского (ум. 1638) и Софии Фирлей (ум. 1645). Дети:
- Кароль Тарло (ум. 1702), воевода люблинский (1685), подканцлер коронный (1689)
- Александр Тарло (ум. 1684), каштелян завихвостский
- Станислав Тарло (ум. 1705), каштелян завихвостский (1684), воевода люблинский (1689)
- Зигмунд Тарло (ум. 1685/1689), староста пильзновский